# Марин Аничић
Марин Аничић (Мостар, 17. август 1989) je босанскохерцеговачки фудбалер хрватског порекла, који тренутно игра за ХШК Зрињски Мостар.